# Virtual tuning
Virtual Tuning (nebo také VTuning, zkratka VT) je počítačová úprava (tuning) sériových automobilů v grafickém programu. VTuner si vůz může upravit (v rámci možností programu) podle svého gusta. Může na něm vytvořit nový bodykit (nárazníky, prahy ap.), vyměnit kola, ztmavit skla, zasadit do jiného pozadí a mnoho dalších úprav.

## Co je potřeba
Za prvé musíte mít PC. Nemusí být zrovna nejvýkonnější, ale měl by zvládnout základní operace s grafickým programem. Potom potřebujete software, ve kterém budete Virtual tuning dělat, což jsou většinou programy na úpravu digitálních fotografií. Doporučujeme Adobe Photoshop nebo Corel Photopaint.

## Soutěže
Na internetu se organizují soutěže, či dokonce ligy ve VT. Většinou jde o měsíční soutěže, kdy se vždy soutěží o nejlépe upravenou předlohu, která je vždy předem dána.

## Pravidla
I v tomto oboru grafiky jsou zavedena pravidla:
1. Nikdy nevydávám cizí díla za svá.
2. Nikdy neberu části již virtuálně upravených aut a nedávám je na svá

Neznalost těchto pravidel neomlouvá – jsou řádně zveřejněny a jejich existence je zdůrazněna. Pokud se vyskytne nějaký problém a tvůrce výtvoru si bude jistý a dokáže, že nepadělal a že šlo třeba o náhodu, nebude represivní opatření učiněno.

## Pojmy
Zde jsou ty nejzákladnější pojmy používané ve světě VT:
- battle – souboj dvou VTunerů mezi sebou, obvykle je kratší doba na VT než u contestu.

- brush – název nástroje štětec v grafickém programu, technika kreslení či dokreslování různých části auta.

- C+P (copy+paste; „kopírovat a vložit“) – lepení dílů na auto, např. kol.

- contest – soutěž ve VT, kde je obvykle dána 1 předloha na upravování na 1 měsíc.

- decent – VTuning s málo úpravami, většinou se tyto lehké úpravy doporučují začátečníkům.

- fake – padělaná práce, VTuning, který byl ukraden VTunerovi nebo jen jeho část, která je vystavována pod jiným autorem.

- faker – člověk, který bere VTuningy nebo části VT a vydává je za své.

- chop – to samé jako VTuning - virtuálně upravené auto (používá se spíše v angličtině).

- rebrush – překreslení části auta technikou brush.